# Konosu
Konosu (Japans: 北本市, Kōnosu-shi) is een stad in de prefectuur  Saitama, Japan. In 2013 telde de stad 118.525 inwoners. Konosu maakt deel uit van de metropool Groot-Tokio.

## Geschiedenis
Op 30 september 1954 werd Konosu benoemd tot stad (shi). In 2005 werden de gemeenten Fukiage (吹上町) en Kawasato (川里町) toegevoegd aan Konosu.

## Partnersteden
- Kaneyama, Japan sinds 2006

Steden:
Ageo · Asaka · Chichibu · Fujimi · Fujimino · Fukaya · Gyoda · Hanno · Hanyu · Hasuda · Hidaka · Higashimatsuyama · Honjo · Iruma · Kasukabe · Kawagoe · Kawaguchi · Kazo · Kitamoto · Koshigaya · Konosu · Kuki · Kumagaya · Misato · Niiza · Okegawa · Saitama (hoofdstad) · Sakado · Satte · Sayama · Shiki · Shiraoka · Soka · Toda · Tokorozawa · Tsurugashima · Wako · Warabi · Yashio · Yoshikawa

Districten:
Chichibu · Hiki · Iruma · Kitaadachi · Kitakatsushika · Kodama · Minamisaitama · Osato
Gemeenten per district